# Hideaki Kitajima
Hideaki Kitajima (Narashino, Chiba, Japó, 23 de maig de 1978) és un exfutbolista japonès.

## Selecció japonesa
Hideaki Kitajima va disputar 3 partits amb la selecció japonesa.